# Desmoclystia oculata
Desmoclystia oculata là một loài bướm đêm trong họ Geometridae.